# 快乐西游
快乐西游是第九城市开发并在2005年7月开始运营的一款以西游记为背景的Q版2D横版MMORPG网络游戏。游戏於2010年停止运营。